# H·G·西姆斯
H.G.西姆斯（HG Simms，?—?），愛爾蘭的商人，于1922年至1923年期間出任上海公共租界工部局總董。1914年至1920年间，他还担任上海总会主席。

## 生平
西姆斯出生於愛爾蘭蒂龍郡斯特拉班。他後來前往贝尔法斯特並在當地的一家公司当了八年的学徒。之後他成為喀里多尼亚保险公司（Caledonian Insurance Company）的一名检查员。後來他又在保家行（North China Insurance Company）伦敦办事处呆了三年。1899年，西姆斯移居香港，並且擔任保家行香港办事处负责人，1908年又出任保家行总公司秘书。他在上海期间，保家行与于仁洋面保安行合并。西姆斯继续担任保家行秘书和于仁洋面保安行分公司经理。 
1914年至1920年期间，西姆斯担任上海总会主席。
1920年，西姆斯當選上海公共租界工部局董事，1922年當選上海公共租界工部局總董。1923年10月，西姆斯辞职返回伦敦。 他之後担任于仁洋面保安行伦敦分公司经理。1936年7月1日，西姆斯因健康原因退休。 

## 家庭
西姆斯已婚并育有两个女儿。他的第二个女儿海伦·玛丽（Helen Mary）于1934年与彼得·斯蒂芬斯（Peter Stephens）结婚。